# ベッカー県
ベッカー県（ベッカーけん、アラビア語: محافظة البقاع、Beqaa Governorate）は、レバノンの北東部にある県である。ベカーア県とも表記される。県都はザーレである。レバノンのおける農業の中心地である。リタニ川が流れている。
県名の由来はベッカー高原である。かつては高原の大部分を管轄し、県では最大となる約4,500平方キロメートルの面積を誇ったが、2003年に県北部のバールベック郡とヘルメル郡がバールベック＝ヘルメル県として分立し、面積が約1/3まで減少した。現在の面積は約1,336平方キロメートル、人口は約53万人（2017年推定）。

## 郡
3郡に区分される。

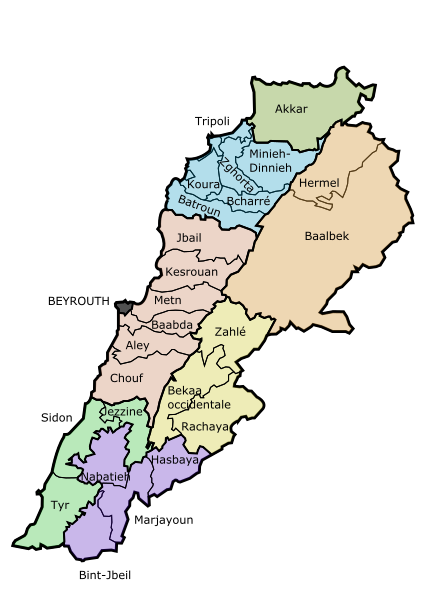
レバノンの郡

- 西部ベッカー郡（英語版）（Western Beqaa (英語)、Bekaa occidentale(フランス語)）
- ラシャーヤ郡（英語版）（Rashaya）
- ザーレ郡（英語版）（Zahlé）